# Hans Jörg Böhm

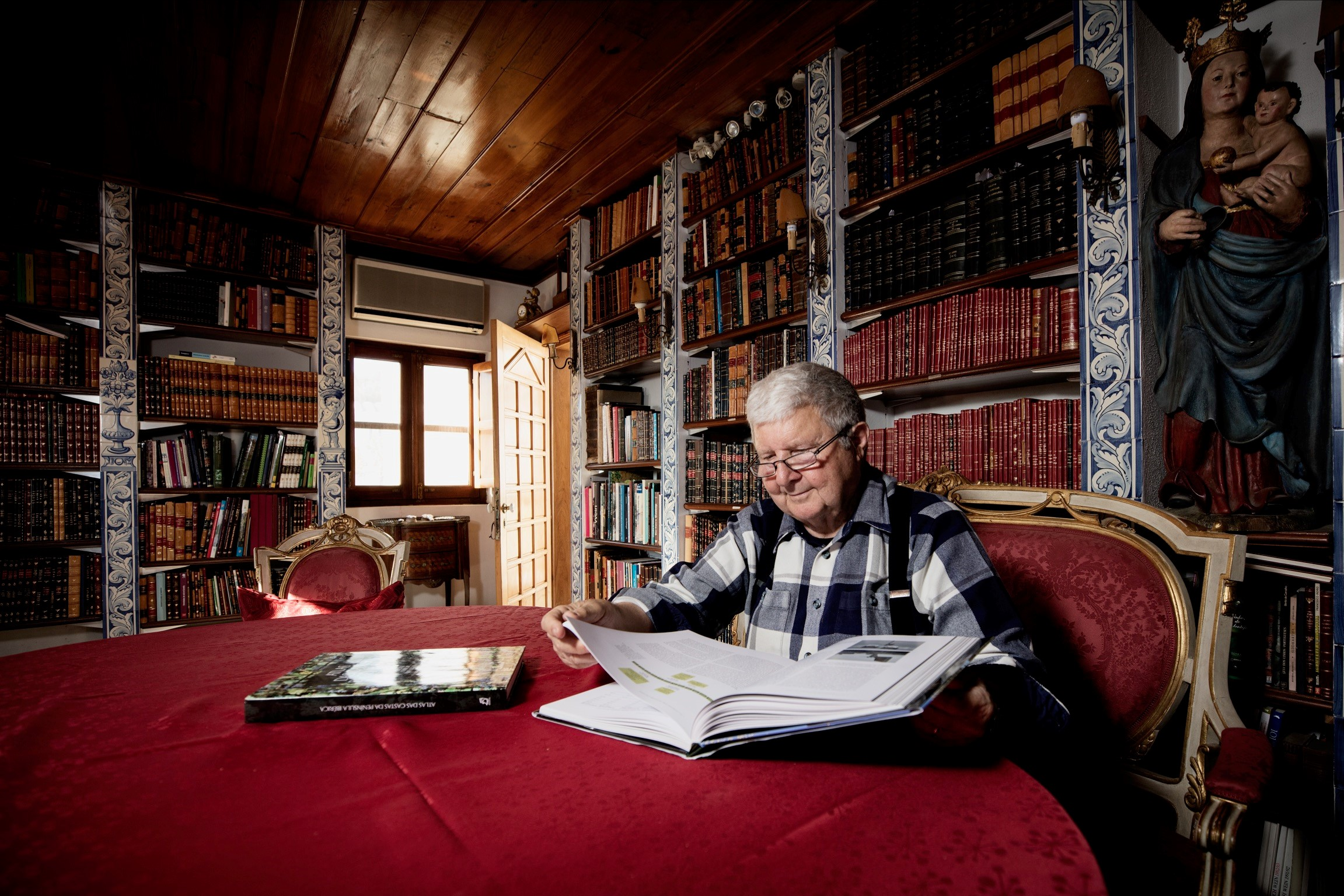
Hans Jörg Böhm in seiner Privatbibliothek in Montemor

Hans Jörg Böhm (* 1. Juli 1938 in Neustadt an der Weinstraße), der in Portugal Comendador Jorge Böhm genannt wird, ist ein deutscher Unternehmer auf dem Gebiet von Weinbau und Weinhandel. Er wurde bekannt durch Technologie-Transfer für Weinbau und Rebenzüchtung insbesondere für portugiesische und spanische Rebsorten. Auf dem Gebiet des Weinbaus ist er Herausgeber von Schriften sowie Organisator von Symposien.

## Leben

### Vor der Auswanderung

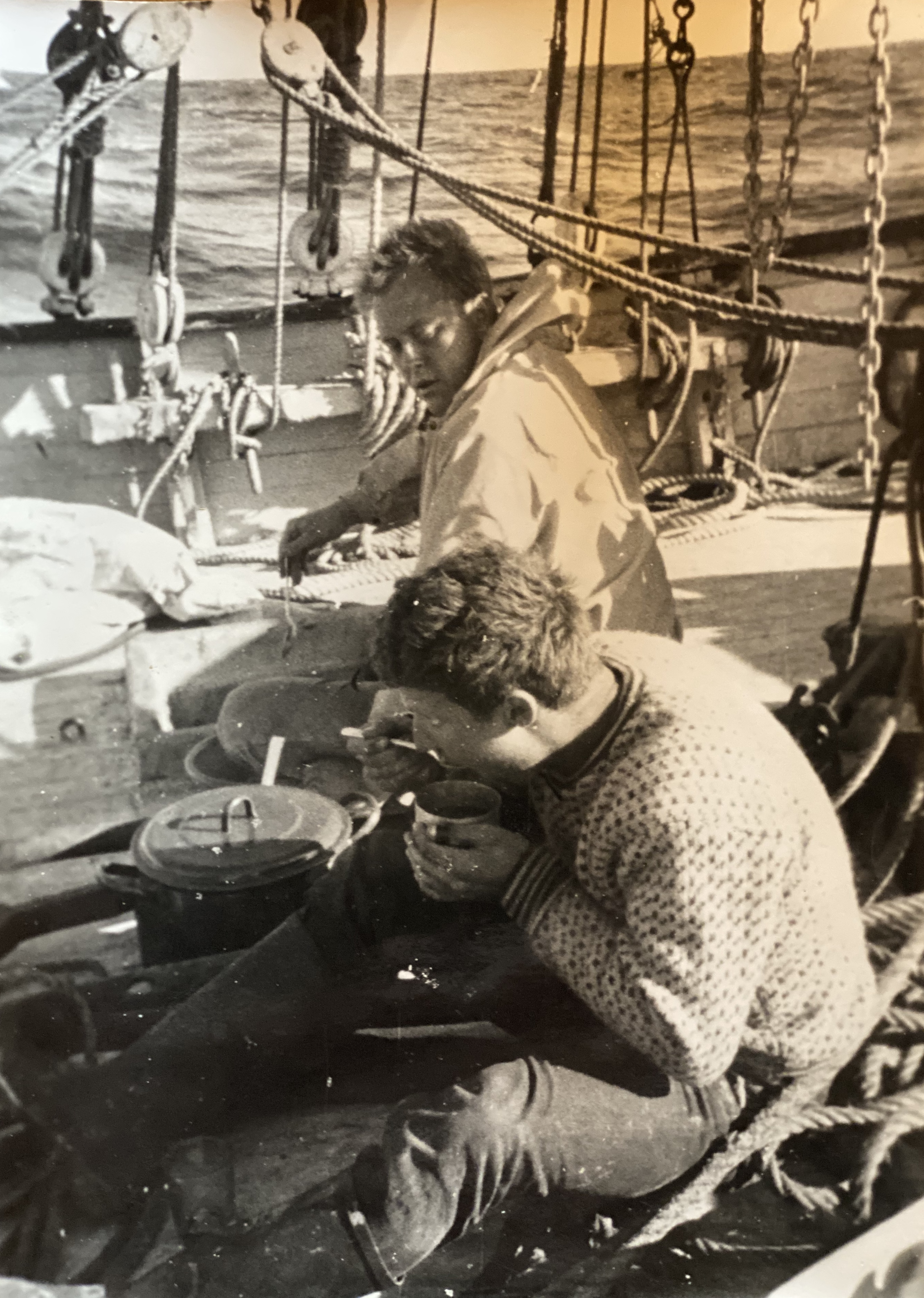
Böhm auf seinem umgebauten Thunfisch-Windjammer, der 1961 in Portugal strandete

Böhm stammte aus einer Neustadter Weinhändlerfamilie, besuchte zunächst das naturwissenschaftliche Gymnasium in Neustadt und studierte nach Ablegung des Abiturs Betriebswirtschaft (1958 bis 1963) mit Examen in München an der Ludwig-Maximilians-Universität.
1961 organisierte er einen Törn mit dem umgebauten Thunfisch-Windjammer ‚Prosper d’Étel´, der unvorhergesehen an der portugiesischen Küste bei Cascais strandete. Dort verliebte er sich in seine spätere Wahlheimat. Nach dem Studium absolvierte er ein Marketing-Praktikum bei der Unilever-Niederlassung Gessy-Lever in Brasilien.
Von 1964 bis 1981 war er Geschäftsführer in der familiären Weinkellerei Carl Jos. Hoch KG in Neustadt an der Weinstraße mit den angeschlossenen Weingütern Dr. Deinhard und Herzogshof. Er war Mitglied des Direktionsausschusses des Verbandes der deutschen Weinexporteure und Vorstandsvorsitzender des Kunstvereins Neustadt (Erwerb der Bildersammlung deutscher zeitgenössischer Maler, heute in Montemor zugänglich). 1969 war die Firma Hoch unter Böhms Führung größter Importeur portugiesischer Weine in Deutschland.
Am Tage der Nelkenrevolution war Böhm 1974 in Portugal. Kurz darauf erfolgte die erste Auslandsinvestition nach dem damals neuen Codigo de investimento de estrangeiros, und es wurde mit Stephan Baron von Breisky eine gleichnamige Exportkellerei gegründet.
1981 wurde die Familiengesellschaft der Neustadter Kellerei aufgelöst. Böhm bereitete sich 1981/82 als Gaststudent an der Hochschule Geisenheim unter der Anleitung der Professoren Helmut Becker (Rebenzüchtung) und Klaus Schaller (Bodenkunde) auf die Umsetzung der beabsichtigten Investition vor. Zur gleichen Zeit wurde in Portugal die Quinta de São Jorge in Montemor-o-Novo erworben und mit Hilfe von Engº Raposo Palma (ministério da agricultura) das Rebenpflanzgut und Rebenzüchtungsunternehmen Viveiros PLANSEL Lda gegründet (KfW-Projekt zur Einführung zertifizierter Pfropfreben in Portugal). Es wurden die ersten zertifizierten Unterlags-Schnittgärten angelegt.
1982 wanderte Böhm nach Portugal aus.

### Leben in Portugal
1984 war Böhm Mitglied des Gründungsvorstandes des Portugiesischen Verbandes der Rebveredler und Delegierter im Europäischen Dachverband CIP (mit Sitz in der Schweiz). Der Verband forderte, dass private Unternehmen sich an der Rebenzüchtung beteiligen könnten.
Böhm ist seit dem Millenniumswechsel aus der operationellen Leitung seiner Unternehmung der Rebschule ausgeschieden, zeichnet aber weiter für die Innovation der Rebenzüchtung verantwortlich. Aufbauend auf der Forschungsarbeit des Vaters führt heute seine Tochter Dorina Lindemann das Unternehmen Viveiros PLANSEL und die Gutskellerei Quinta da PLANSEL mit 80 Hektar Weinbergen.
2003 war Böhm Mitglied des Wein-Clusters (Monitorgrupe/Michel Porter, Harvard University) und sorgte für die offizielle Einführung zertifizierter portugiesische Rebklone in USA, Australien, Neuseeland, Italien und Deutschland, dem Beschluss des Wein-Clusters entsprechend, um über die Sorten für den portugiesischen Wein indirekt zu werben.
Von 2017 bis 2020 bekleidete Böhm das Amt des Vizepräsidenten für Weinbau im Verband Associação Portuguesa se Horticultura.

## Wirken

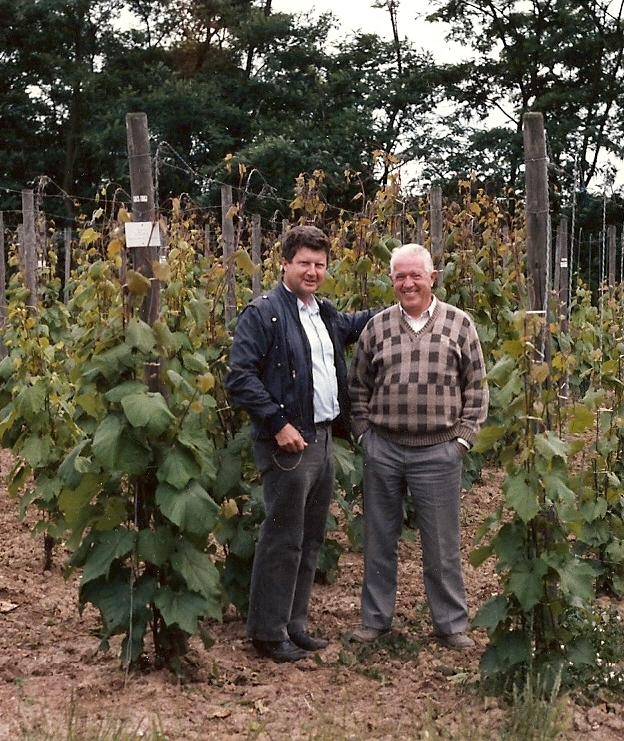
Böhm mit Prof. Becker auf dem Forschungsgelände der Hochschule Geisenheim

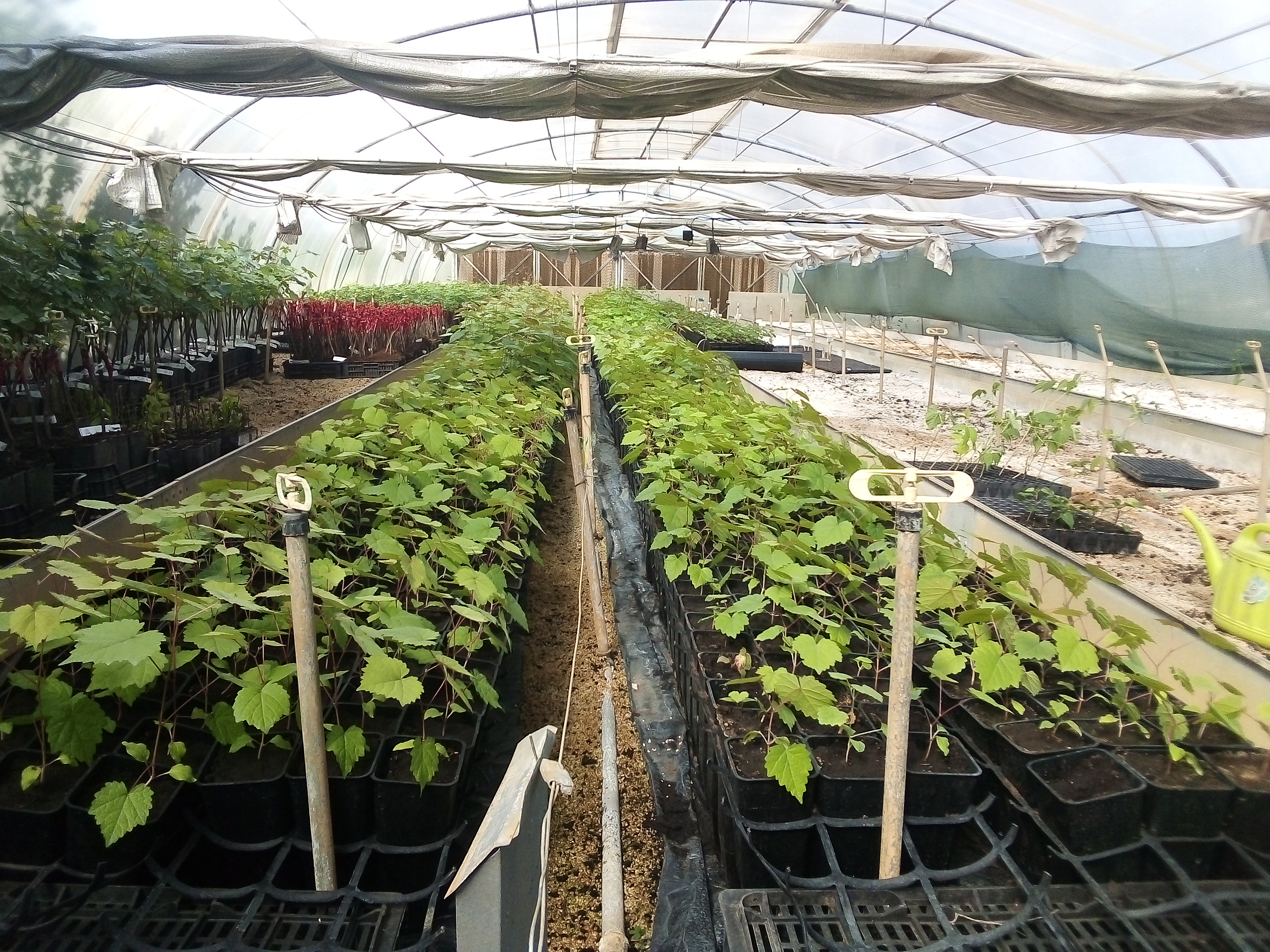
Multiresistenz-Züchtung von Weinreben in Montemor

Die Anlage der portugiesischen Weinberge im gemischtem Rebsatz bewirkte, dass die erzielten Weine qualitativ inkonsistent waren. 1979 wurde durch Helmut Becker vom Institut für Rebenzüchtung ein Gutachten zum Aufbau eines Rebenzüchtungs- und -vermehrungsbetriebs erarbeitet. Dieses Gutachten wurde dem Staatssekretär des portugiesischen Landwirtschaftsministeriums, José V. J. Carvalho Cardoso, vorgestellt.
1981 bis 1984 wurde von Böhm auf privater Basis mit der Selektion der Rebsorten begonnen. In der Praxis gab es keine sanitäre Selektion von Weinreben und Unterlagsreben, man wusste wenig über die Weinqualität der Sorten. Es wurden hierzu Kooperationsverträge mit der Universität Évora (Vinifikation) und der nationalen landwirtschaftlichen Forschungsanstalt (EAN) in Oeiras (sanitäre Selektion) abgeschlossen. Eine landwirtschaftliche Bibliothek wurde in Montemor angelegt, als Informationsquelle für die Auswahl der wichtigen autochthonen portugiesischen Rebsorten (angesichts der Vielfalt von 340 offiziell bekannten Genotypen).
Nach dem in Portugal unüblichen System der Kaltvergärung wurde an der Universität von Évora 1983 bis 1985 mit wichtigen Rebsorten die Mikro-Vinifikation nach Geisenheimer Vorbild durchgeführt. Die Weine wurden von der Prüfungskommission des nationalen Weinamtes JNV klassifiziert. Diese Bewertungen wurden in England von dem Institute of Masters of Wine, in Frankreich von der staatlichen Rebenzüchtungsanstalt ANTAV und in Deutschland von der Hochschule Geisenheim verifiziert. Die Selektion erfolgte nach Geisenheimer Methodik und wurde von der EAN Oeiras durch Virustests bestätigt.
Nach langwierigen verwaltungsmäßigen Grundsatz-Auseinandersetzungen bezüglich der monoklonalen Zertifizierungsregeln wurden 1992 von der Viveiros PLANSEL Lda die ersten Reben und Unterlags-Klone der inzwischen bestehenden Prüfungskommission des Pflanzen-Schutzamtes vorgestellt. Aber erst nach Anfrage im Europäischen Parlament auf Veranlassung der Viveiros PLANSEL Lda. und Novellierung der Gesetze erfolgte 2006 die Anerkennung von 25 Sorten (Despachos: 6225/2006 (2.ª série), 20603/1998, 24303/2001.)
1984 wurden in Hinsicht auf ökologische Nachhaltigkeit der Weinerzeugung 38 pilzresistente Sorten aus Geisenheim dem Adaption-Test in Portugal unterworfen. Der Defensor wurde im März 2020 als erste interspezifische pilzwiderstandsfähige (piwi) Rebsorte anerkannt (Despacho nº 3040/2020.).
2000 und 2018 wurden gemeinsame Forschungsprojekte der Viveiros PLANSEL Lda mit der Universität Évora und der landwirtschaftlichen Forschungsanstalt Instituto Nacional de Investigação Agrária e Veterinária (INIAV) zur Förderung anerkannt. Auf Basis vertraglicher Vereinbarung mit dem Julius Kühn Institut wird zurzeit die Introgression mehrerer Pilz-Resistenz Gen-Loci in portugiesische Leitrebsorten (Touriga Nacional, Alvarinho und Fernão Pires) vorgenommen, mit dem Ziel in 20 Jahren über eigene portugalstämmige, dem Klimawandel und erhöhter ökologischer Vorgaben entsprechende Rebsorten an den Berufsstand liefern zu können. Dazu wurden mehr als 30 Forschungsprojekte durchgeführt.
Mittlerweile sind portugiesische Rebsorten als PLANSEL/JBP-Klone international in Kalifornien, Neuseeland und Australien anerkannt.

## Publikationen

### Druckwerke
Zu den mehr als 50 Veröffentlichungen in der Fachpresse von Deutschland und Portugal kommen folgende Bücher, die Böhm als Co-Autor herausgab:
- O Grande Livro das Castas. Verlag Chaves Ferreira, 2007; OiV award 2010.
- D. João, Marquês de Montemor-o-Novo; Uma vida entre duas épocas. Verlag Dinalivro, Lissabon 2010.
- O Atlas das Castas Ibericas. Verlag Dinalivro, Lissabon 2011; OiV award 2013.
  - Rebsortenatlas Spanien und Portugal. Verlag Eugen Ulmer KG, Stuttgart 2011.
  - Vine Atlas of Spain and Portugal. Eigenverlag, Vertrieb Weininstitut (IVV) Lissabon, 2011.
- O grande livro da Oliveira e do Azeite. Verlag Dinalivro, Lissabon 2013.
- Glosario ilustrado do vinho. Verlag Dinlivro, Lissabon 2017.

### Internet
Böhm ist Mitherausgeber:
- Vine to Wine Circle. Dreisprachiges Portal in Portugiesisch, Englisch und Deutsch, das den gesamten Inhalt des Rebsortenatlas Spanien und Portugal, umfangreiches Material aus dem O Grand Livro das Castas sowie zusätzliches Material über portugiesische Weinregionen und andere weinbauliche Themen enthält. Lissabon 2013. Online.

## Ehrungen

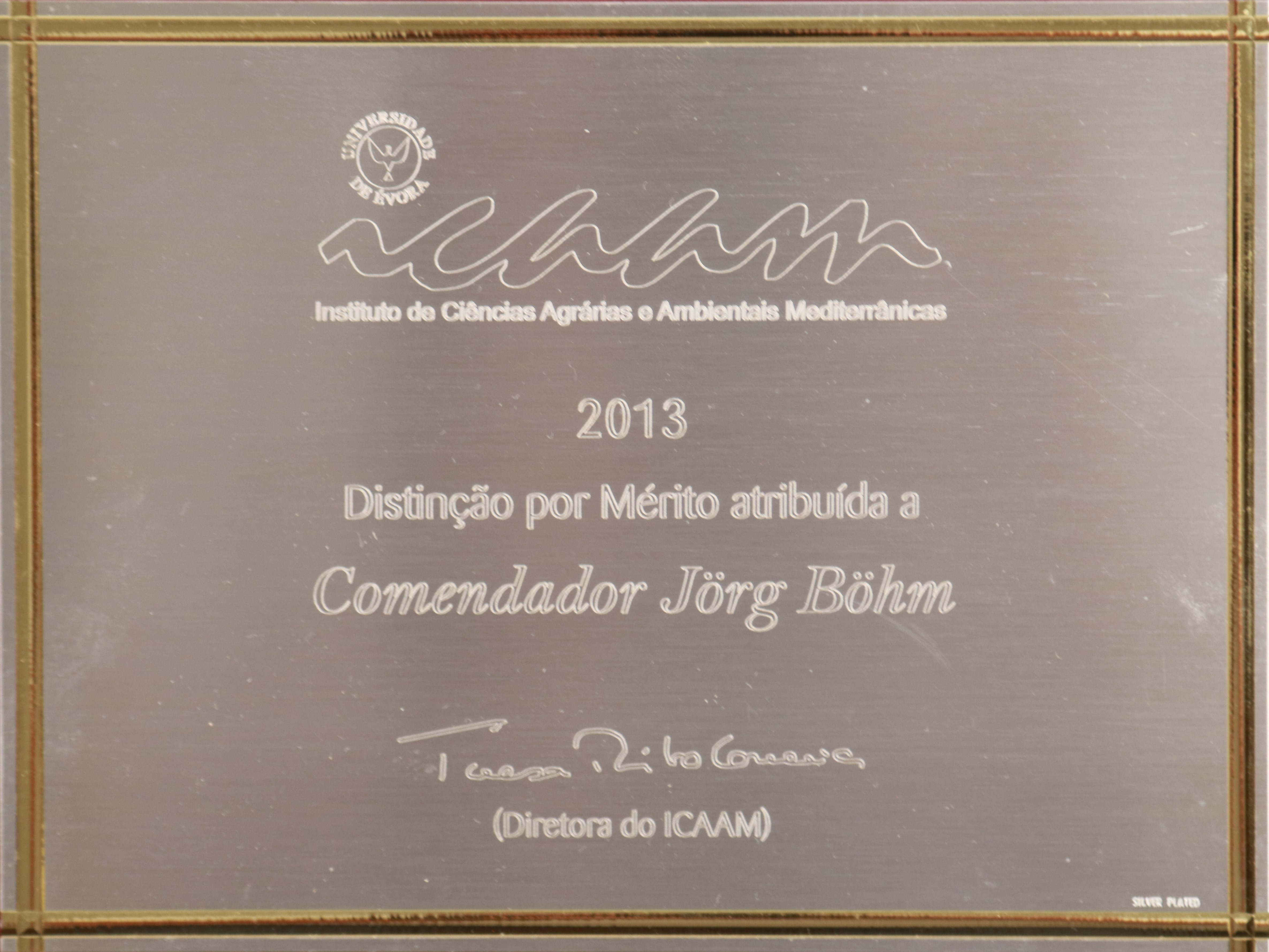
Auszeichnung durch die Universität Évora

- 2006: Ernennung zum Comendador de merito agricola durch den portugiesischen Staatspräsidenten
- 2008: Auszeichnung für den besten Weinbautechniker (Revista do Vinho)
- 2013: Ehren-Plaquette der Universität Évora
- 2014: Ehren-Medaille der Akademie für Wissenschaft Lissabon
- Zwei seiner Bücher wurden bei der Internationalen Organisation für Rebe und Wein (OiV) ausgezeichnet.

## Veranstaltungen

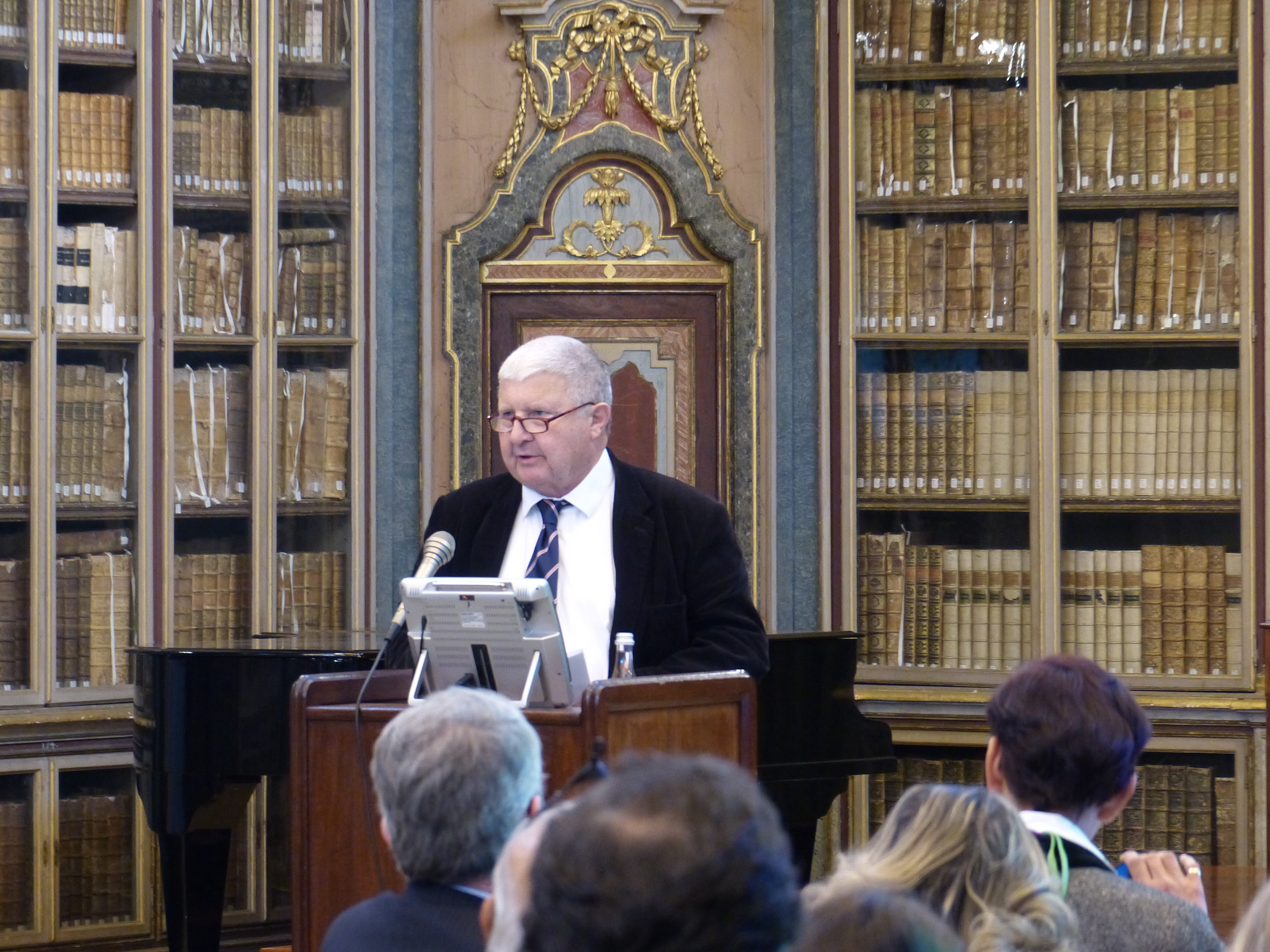
Böhm als Organisator des Symposiums für nachhaltigen Weinbau in der Akademie für Wissenschaft Lissabon

Böhm beteiligte sich intensiv an strategischen Veranstaltungen für Weinbauinnovation mit international führenden Experten:
- 1980er: Organisator von fünf Seminaren mit internationalen Referenten
- 1991: Organisator eines Symposiums in der Landwirtschaftlichen Forschungsanstalt in Oeiras zur Schaffung einer interprofessionellen Weinwerbe-Agentur
- 2003: Conviner eines ISHS-Symposiums für Weinbau, -erzeugung und -wissenschaft im Lissaboner Kongresszentrum
- 2009: Organisator eines Symposiums für Weinbau und Vermarktung an der Universität von Évora
- 2015: Organisator eines Symposiums für nachhaltigen Weinbau in der Akademie für Wissenschaft von Lissabon